# Michael J. Kopetski
Michael J. Kopetski (ur. 27 października 1949 w Pendleton, Oregon) – amerykański biznesmen, były polityk Partii Demokratycznej. W latach 1991–1995 był przedstawicielem piątego okręgu wyborczego w stanie Oregon w Izbie Reprezentantów Stanów Zjednoczonych.